# Ophidion holbrookii
Ophidion holbrookii là loài cá trong họ Ophidiidae, phổ biến rộng rãi ở Tây Đại Tây Dương từ Bắc Carolina (Hoa Kỳ) và miền bắc vịnh Mexico đến miền nam Brasil. Cá này không xuất hiện từ Bahamas trở đi. Ophidion holbrookii là loài cá đáy nhiệt đới sống tại rạn san hô; cơ thể có thể dài đến 30 cm.